# Иберия 1999
«Иберия 1999» (груз. საფეხბურთო კლუბი იბერია 1999; до 2024 года назывался «Сабуртало») — грузинский футбольный клуб из района Сабуртало Тбилиси. Основан 20 августа 1999 года. Выступает на стадионе имени Михаила Месхи в Тбилиси. Действующий участник Эровнули лиги — высшего дивизиона чемпионата Грузии. Победитель Первой лиги Грузии в сезоне 2014/15. Чемпион Грузии 2018 и 2024 годов, обладатель Кубка Грузии 2019, 2021 и 2023 годов, Суперкубка Грузии 2020 года.

## История клуба
Клуб «Сабуртало» был основан в августе 1999 года в Тбилиси. Назван клуб в честь одноименного района Тбилиси, что в переводе с грузинского языка означает «место для игры в мяч». С тех пор команда неизменно принимала участие в низших лигах чемпионата Грузии по футболу, не добиваясь выдающихся результатов.
В 2005 году в жизни клуба произошли резкие изменения. Сменился основной владелец команды: акции клуба выкупил холдинг «Iberia Business Group» («Иберия бизнес групп»). Президентом холдинга на тот момент являлся Тариэл Хечикашвили, будущий министр спорта и молодёжной политики Грузии. Главной задачей проекта провозглашалось создание местного футбольного клуба, ориентированного на развитие воспитанников собственной футбольной академии с постепенным привлечением игроков в состав основной команды. Таким образом, ставка делалась на воспитание молодых грузинских футболистов
в рамках клуба с перспективой развития доморощенных игроков до основы национальной сборной и будущей продажи в ведущие европейские чемпионаты.
Тренерский и административный штаб клуба состоял из опытных грузинских специалистов, в основном бывших футболистов чемпионата СССР и грузинской высшей лиги, чей большой футбольный опыт значительно помог в становлении молодых воспитанников клуба. Большая работа с собственной академией принесла в итоге существенные результаты: с момента создания клуба и до настоящего времени футбольный клуб «Сабуртало» воспитал целый ряд талантливых грузинских футболистов, таких как: Георгий Чантурия, Джемал Табидзе, Валерий Казаишвили, Давид Хочолава, Бачана Арабули, Лаша Тотадзе, Лаша Двали и других. Многие воспитанники клуба в недалёком будущем получили приглашение в сильные европейские чемпионаты и продолжили выступление в российских футбольных клубах «Урал» и «Уфа», в украинском «Шахтёре», а также в голландском «Витессе». Перед отъездом в чемпионаты России, Украины и Нидерландов ряд игроков клуба прошли стажировку в футбольных академиях испанской «Барселоны», английского «Манчестер Юнайтед» и итальянского «Эмполи». Кроме того, игроки клуба регулярно вызываются в национальную сборную Грузии по футболу. По числу выдающихся воспитанников футбольная академия «Сабуртало» считается одной из лучших в Грузии.
Руководством клуба уделяется большое внимание вопросам развития клубной инфраструктуры. В частности, в 2011 году для нужд клуба усилиями владельцев команды был построен стадион «Бендела» общей вместимостью до 2 000 человек. Поле имеет естественное покрытие, внутри здания арены расположена администрация клуба, также на стадионе имеются VIP-трибуна, оснащённый всем необходимым медицинский центр, раздевалки для команд, душевые и массажный кабинет. С декабря 2011 года на арене проводились матчи ежегодного международного турнира «Кубок Volkswagen», в котором принимали участие молодёжные составы клубов чемпионатов Голландии и Испании, а также молодёжная команда «Сабуртало» в качестве команды-хозяйки турнира. С декабря 2012 года на стадионе проводился турнир под названием «Кубок Salerno» с участием голландского «Витесса» и испанской «Малаги». Молодёжный состав «Сабуртало» становился победителем турнира два года подряд.
Значительную роль в становлении клуба сыграло сотрудничество с Федерацией футбола Испании. В частности, в качестве наставника основной команды был привлечён испанский специалист Пабло Франко Мартин, бывший наставник клуба «Хетафе». Пабло Мартин работал с командой в сезоне 2015/16, однако успеха с клубом не имел: команда закончила сезон в середине турнирной таблицы.
После выигрыша чемпионата Первой лиги Грузии в сезоне 2014/15 «Сабуртало» является неизменным участником грузинской высшей лиги. Основное достижение клуба в элитном дивизионе на данный момент: золото в регулярном чемпионате в сезоне 2018, когда команда одержала волевую победу над тбилисским «Динамо» со счётом 2:1, досрочно впервые в истории став чемпионом страны. Таким образом, «Сабуртало» впервые в своей истории сыграл в отборочном раунде Лиги чемпионов УЕФА 2019/2020.
В феврале 2024 года клуб сменил название на «Иберия 1999».
Вторая команда клуба — «Иберия 1999-2» — участник Эровнули лиги 2 (Д-2), ранее называлась «Сабуртало-2», играла Второй лиге (Д-3) и Кубка Грузии.

## Достижения клуба
Эровнули лига
- Чемпион (2): 2018, 2024

Кубок Грузии
- Обладатель (3): 2019, 2021, 2023

Суперкубок Грузии
- Обладатель: 2020

Первая лига
- Победитель: 2014/15

## Статистика выступлений с 2013 года
| Сезон   | Ранг | Турнир                        | Место | И  | В  | Н  | П  | ГЗ | ГП | РГ  | Очки | Кубок       | Исход |
| ------- | ---- | ----------------------------- | ----- | -- | -- | -- | -- | -- | -- | --- | ---- | ----------- | ----- |
| 2013/14 | 2    | Первая лига                   | 8     | 26 | 9  | 5  | 12 | 38 | 34 | +4  | 32   | -           |       |
| 2014/15 | 2    | Первая лига                   | 1     | 36 | 28 | 3  | 5  | 92 | 25 | +67 | 82   | 1-й раунд   |       |
| 2015/16 | 1    | Умаглеси лига                 | 9     | 30 | 11 | 6  | 13 | 47 | 61 | -14 | 39   | 1-й раунд   |       |
| 2016    | 1    | Умаглеси лига, Красная группа | 3*    | 12 | 5  | 4  | 3  | 17 | 12 | +5  | 19   | 1-й раунд   |       |
| 2017    | 1    | Эровнули лига                 | 4     | 36 | 18 | 6  | 12 | 61 | 42 | +19 | 60   | 1/16 финала |       |
| 2018    | 1    | Эровнули лига                 | 1     | 36 | 24 | 7  | 5  | 64 | 29 | +35 | 79   | 3-й раунд   |       |
| 2019    | 1    | Эровнули лига                 | 3     | 36 | 21 | 7  | 8  | 67 | 36 | +31 | 70   | Поб.        |       |
| 2020    | 1    | Эровнули лига                 | 5     | 18 | 7  | 6  | 5  | 28 | 21 | +7  | 27   | 1/2 финала  |       |
| 2021    | 1    | Эровнули лига                 | 4     | 36 | 15 | 12 | 9  | 52 | 41 | +11 | 57   | Поб.        |       |
| 2022    | 1    | Эровнули лига                 | 6     | 36 | 13 | 8  | 15 | 51 | 49 | +2  | 47   | 1/2 финала  |       |
| 2023    | 1    | Эровнули лига                 | 6     | 36 | 14 | 9  | 13 | 58 | 49 | +9  | 51   | Поб.        |       |
| 2024    | 1    | Эровнули лига                 | 1     | 36 | 23 | 6  | 7  | 74 | 46 | +28 | 75   | 1/8 финала  |       |

* По итогам регулярного сезона.

## Выступления в еврокубках
| Сезон   | Турнир           | Раунд                   | Соперник            | Дома       | В гостях      | Общий счёт |  |
| ------- | ---------------- | ----------------------- | ------------------- | ---------- | ------------- | ---------- |  |
| 2019/20 | Лига чемпионов   | Первый отборочный раунд | Шериф               | 1:3        | 3:0           | 4:3        |  |
| 2019/20 | Лига чемпионов   | Второй отборочный раунд | Динамо (Загреб)     | 0:2        | 0:3           | 0:5        |  |
| 2019/20 | Лига Европы      | Третий отборочный раунд | Арарат-Армения      | 0:2        | 2:1           | 2:3        |  |
| 2020/21 | Лига Европы      | Первый отборочный раунд | Аполлон (Лимасол)   | —          | 1:5           | 1:5        |  |
| 2022/23 | Лига конференций | Первый отборочный раунд | Партизани           | 0:1        | 1:0, пен. 5:4 | 1:1пен.    |  |
| 2022/23 | Лига конференций | Второй отборочный раунд | ФКСБ                | 1:0        | 2:4           | 3:4        |  |
| 2024/25 | Лига конференций | Второй отборочный раунд | Партизани           | 2:0        | 0:0           | 2:0        |  |
| 2024/25 | Лига конференций | Третий отборочный раунд | Истанбул Башакшехир | 0:1        | 0:2           | 0:3        |  |
| 2025/26 | Лига чемпионов   | Первый отборочный раунд | Мальмё              | 1:3        | 1:3           | 2:6        |  |
| 2025/26 | Лига конференций | Второй отборочный раунд | ФКИ Левадия         | 2:2, д. в. | 0:1           | 2:3        |  |

## Текущий состав
| 1  | Флаг Грузии | Вр  | Торнике Мегрелишвили        | 2000 |  |  |  |  |
| 13 | Флаг Грузии | Вр  | Купатадзе Лазаре            | 1996 |  |  |  |  |
|    |             |     |                             |      |  |  |  |  |
|    | Флаг Грузии | Защ | Георгий Кобуладзе           | 1997 |  |  |  |  |
| 3  | Флаг Грузии | Защ | Ива Гелашвили               | 2001 |  |  |  |  |
| 4  | Флаг Грузии | Защ | Гиорги Джгереная            | 1993 |  |  |  |  |
| 5  | Флаг Грузии | Защ | Джемали-Георгий Джинджолава | 2000 |  |  |  |  |
| 15 | Флаг Грузии | Защ | Иракли Комахидзе            | 1997 |  |  |  |  |
| 20 | Флаг Грузии | Защ | Цотне Капанадзе             | 2001 |  |  |  |  |
|    |             |     |                             |      |  |  |  |  |
| 6  | Флаг Грузии | ПЗ  | Шота Ноникашвили            | 2001 |  |  |  |  |
| 8  | Флаг Грузии | ПЗ  | Бакар Кардава               | 1994 |  |  |  |  |
| 11 | Флаг Грузии | ПЗ  | Леван Ноникашвили           | 1995 |  |  |  |  |
| 14 | Флаг Грузии | ПЗ  | Торнике Аскурава            | 2001 |  |  |  |  |

| 22 | Флаг Грузии   | ПЗ  | Заза Цицкишвили          | 1995 |  |  |  |  |
| 23 | Флаг Грузии   | ПЗ  | Отар Мамагеишвили        | 2003 |  |  |  |  |
| 25 | Флаг Грузии   | ПЗ  | Олег Мамасахлиси         | 1995 |  |  |  |  |
|    | Флаг Грузии   | ПЗ  | Бека Гварадзе            | 1997 |  |  |  |  |
|    |               |     |                          |      |  |  |  |  |
| 7  | Флаг Грузии   | Нап | Юрий Табатадзе (капитан) | 1999 |  |  |  |  |
| 9  | Флаг Грузии   | Нап | Лука Силагадзе           | 1999 |  |  |  |  |
| 12 | Флаг Грузии   | Нап | Георгий Кохреидзе        | 1998 |  |  |  |  |
| 17 | Флаг Грузии   | Нап | Гизо Мамагеишвили        | 2003 |  |  |  |  |
| 18 | Флаг Грузии   | Нап | Иракли Сихарулидзе       | 1990 |  |  |  |  |
| 29 | Флаг Мали     | Нап | Шейкне Силла             | 1994 |  |  |  |  |
|    | Флаг Камеруна | Нап | Сирил Чамба              | 1998 |  |  |  |  |